# غبي هاينز
غبي هاينز (بالإنجليزية: Gibby Haynes)‏ هو مغني ومغن ومؤلف ورسام وممثل أمريكي، ولد في 30 سبتمبر 1957 بدالاس في الولايات المتحدة.

## أعمال

### أفلام
- (1995) الرجل الميت[5]

## وصلات خارجية
- غبي هاينز على موقع IMDb (الإنجليزية)
- غبي هاينز على موقع ألو سيني (الفرنسية)
- غبي هاينز على موقع ميوزك برينز (الإنجليزية)
- غبي هاينز على موقع أول موفي (الإنجليزية)
- غبي هاينز على موقع قاعدة بيانات الأفلام السويدية (السويدية)
- غبي هاينز على موقع إن إن دي بي (الإنجليزية)
- غبي هاينز على موقع ديسكوغز (الإنجليزية)
- غبي هاينز على موقع قاعدة بيانات الفيلم (الإنجليزية)
- غبي هاينز على موقع كينوبويسك (الروسية)